# 파코 데 루시아

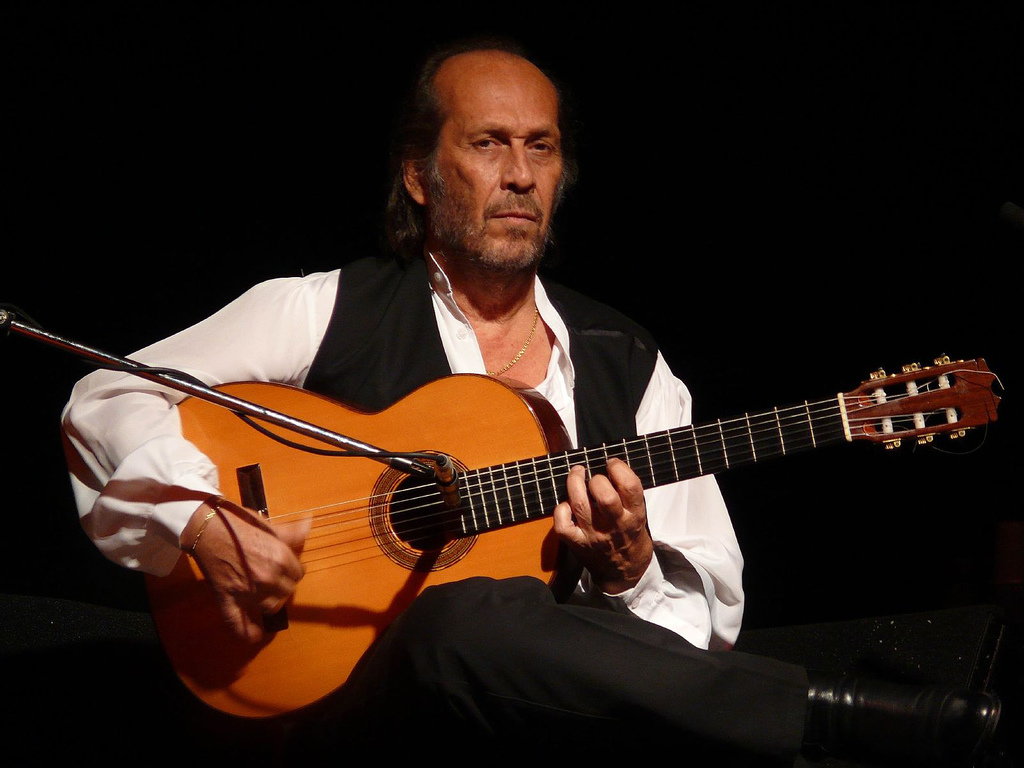
2007년의 파코 데 루시아.

프란시스코 산체스 고메스 (Francisco Sánchez Gomez, 1947년 12월 21일 ~ 2014년 2월 25일, 파코 데 루시아/Paco de Lucía)는 스페인의 플라멩코 기타리스트, 작곡가, 프로듀서이다.
데 루시아는 그의 빠르고 유연한 피카도스로 유명하다. 유명한 레코드로는 Río Ancho, Entre dos aguas, La Barrosa, Ímpetu, Cepa Andaluza, Gloria al Niño Ricardo을 포함한다.

## 생애
파코 데 루시아는 1947년 12월 21일에 카디스 주에 속하는, 스페인의 극남부 근처 도시인 알헤시라스에서 태어났다.

### 사망
2014년 2월 25일, 가족과 함께 멕시코 킨타나로오 주 플라야델카르멘에서 휴가를 보내던 중 심근 경색으로 사망했다. 시신은 알헤시라스에 묻혔다.